# Escut i bandera de Tavernes de la Valldigna
L'escut i la bandera de Tavernes de la Valldigna són els símbols representatius del municipi valencià de Tavernes de la Valldigna (Safor).

## Escut heràldic
L'escut oficial de Tavernes de la Valldigna té el següent blasonament:
| « | Escut ibèric. En camper d'atzur, una torre torrejada d'or, aclarida de gules i maçonada de sable. Damunt de la torreta una bandera de gules. A la punta de l'escut, la torre descansa damunt d'ones d'argent i atzur. Per timbre, una corona reial oberta. | » |

## Bandera de Tavernes de la Valldigna
La bandera oficial de Tavernes de la Valldigna té la següent descripció:
| « | Bandera de proporcions 2:3. Sobre fons de blau safir, franges gris perla onejades. Al centre, una torre torrejada d'or, maçonada de sable i aclarida de roig, amb una bandera roja sobre la torreta central. La torre haurà d'ocupar en sentit vertical els dos terços de l'alçària de la bandera, i la seua amplària és a proporció. | » |

## Història
L'escut es va modificar per Resolució de 6 d'agost de 1993, del conseller d'Administració Pública, publicada al DOGV núm. 2.123, de 14 d'octubre de 1993. L'escut anterior, basat en informe oficial de la Reial Acadèmia de la Història redactat per Vicente Castañeda (aprovat en sessió de 13 de març de 1953), timbrava amb corona reial tancada. Es diferenciava així de l'escut actual (adaptat a la legislació valenciana actual en matèria d'heràldica local) i al projecte original de l'ajuntament, que sol·licitava un escut trimbrat amb corona de marqués, sense cap justificació històrica.
La bandera es va aprovar per Resolució de 22 de juny de 2001, del conseller de Justícia i Administracions Públiques, publicada al DOGV núm. 4.077, de 3 de setembre de 2001.
Hi ha dues interpretacions de l'escut. Segons el Consell Tècnic d'Heràldica i Vexil·lologia Local de la Generalitat Valenciana, i l'informe de 1953 de la RAH, la torre és una representació de la torre de Guaita, del segle xvii, que formava part de la xarxa de torres de vigilància contra els pirates barbarescs, construïdes al llarg de la costa mediterrània. Però també podria ser una modificació de l'històric escut del Monestir de Santa Maria de la Valldigna, una torre damunt de les ones com a símbol del privilegi donat a l'abadia de governar cinc milles mar endins, i que és alhora l'escut de tot el territori històric.